# Municipio de San Antonio Tepetlapa
El municipio de San Antonio Tepetlapa (del náhuatl: tepetlapa ‘Tepetate’)es uno de los 570 municipios que conforman al estado mexicano de Oaxaca. Pertenece al distrito de Jamiltepec, dentro de la región costa. Su cabecera es la localidad de San Antonio Tepetlapa.

## Geografía
El municipio abarca 70.53 km² y se encuentra a una altitud promedio de 380 m s. n. m., oscilando entre 800 y 0 m s. n. m.

## Demografía
De acuerdo al último censo, realizado por el INEGI en 2010, en el municipio habitan 4394 personas, repartidas entre 3 localidades.